# Mark Foley
Mark Adam Foley (sinh ngày 8 tháng 9 năm 1954) là cựu thành viên của Hạ viện Hoa Kỳ. Ông phục vụ từ năm 1995 đến năm 2006, đại diện cho Quận 16 của Florida với tư cách là thành viên của Đảng Cộng hòa, trước khi từ chức vì những tiết lộ rằng ông đã gửi tin nhắn khiêu dâm cho những cậu bé tuổi teen, những người từng làm trang quốc hội trong vụ việc được gọi là vụ bê bối Mark Foley.
Foley đã từ chức tại Quốc hội vào ngày 29 tháng 9 năm 2006, theo yêu cầu của lãnh đạo đảng Cộng hòa sau khi có cáo buộc rằng ông đã gửi email gợi ý và tin nhắn tức thời rõ ràng về tình dục cho những cậu bé tuổi teen trước đây từng phục vụ và lúc đó đang phục vụ như những trang của Quốc hội. Do kết quả của các tiết lộ, Cục Điều tra Liên bang (FBI) và Bộ Thực thi Pháp luật Florida đã tiến hành điều tra các tin nhắn để tìm ra cáo buộc hình sự có thể.  Mỗi kết thúc mà không tìm thấy tội phạm. Trong trường hợp của Bộ Thực thi Pháp luật Florida, "FDLE đã tiến hành điều tra kỹ lưỡng và toàn diện nhất có thể khi xem xét Quốc hội và ông Foley từ chối chúng tôi truy cập dữ liệu quan trọng", ủy viên FDLE Gerald Bailey nói về việc đóng vụ án. Ủy ban Đạo đức Hạ viện cũng đã tiến hành một cuộc điều tra về phản ứng của lãnh đạo Đảng Cộng hòa Hạ viện và nhân viên của họ về những cảnh báo trước đó về hành vi của Foley.

## Sự nghiệp
Foley sinh ra ở Newton, Massachusetts, con trai của Frances và Edward Joseph Foley, Jr., một giáo viên và nhà hoạt động dân sự. Foley phục vụ tại Hạ viện Florida 1990–1992 và sau đó tại Thượng viện Florida 1993–1994.